# 廖仲恺何香凝纪念馆
廖仲恺何香凝纪念馆位于广东省广州市海珠区滨江街道仲恺社区纺织路东沙街24号，仲恺农业工程学院海珠校区内。

## 历史
纪念馆建筑是一座1928年建成的砖木结构的二层楼房，为何香凝任仲恺农工学校校长时的办公大楼。纪念馆由原国家副主席王震提议，中共中央批准设立，叶剑英题写馆名。纪念馆于1982年3月30日（或说8月30日）正式开馆。展览分为四大部分：廖仲恺何香凝事迹陈列部分、建国后廖承志事迹陈列部分、廖承志生活及办公用品实物室和何香凝画室。1984年5月，廖仲恺、何香凝之女廖梦醒担任名誉馆长。
1982年10月12日，纪念馆建筑以仲恺农校旧址之名公布为广东省文物保护单位。2003年10月，纪念馆列为“广州市爱国主义教育基地”。2010年11月，列为“广东省统一战线基地”。2012年7月19日，挂牌为中国国民党革命委员会党史教育基地。